# Ordosplatån

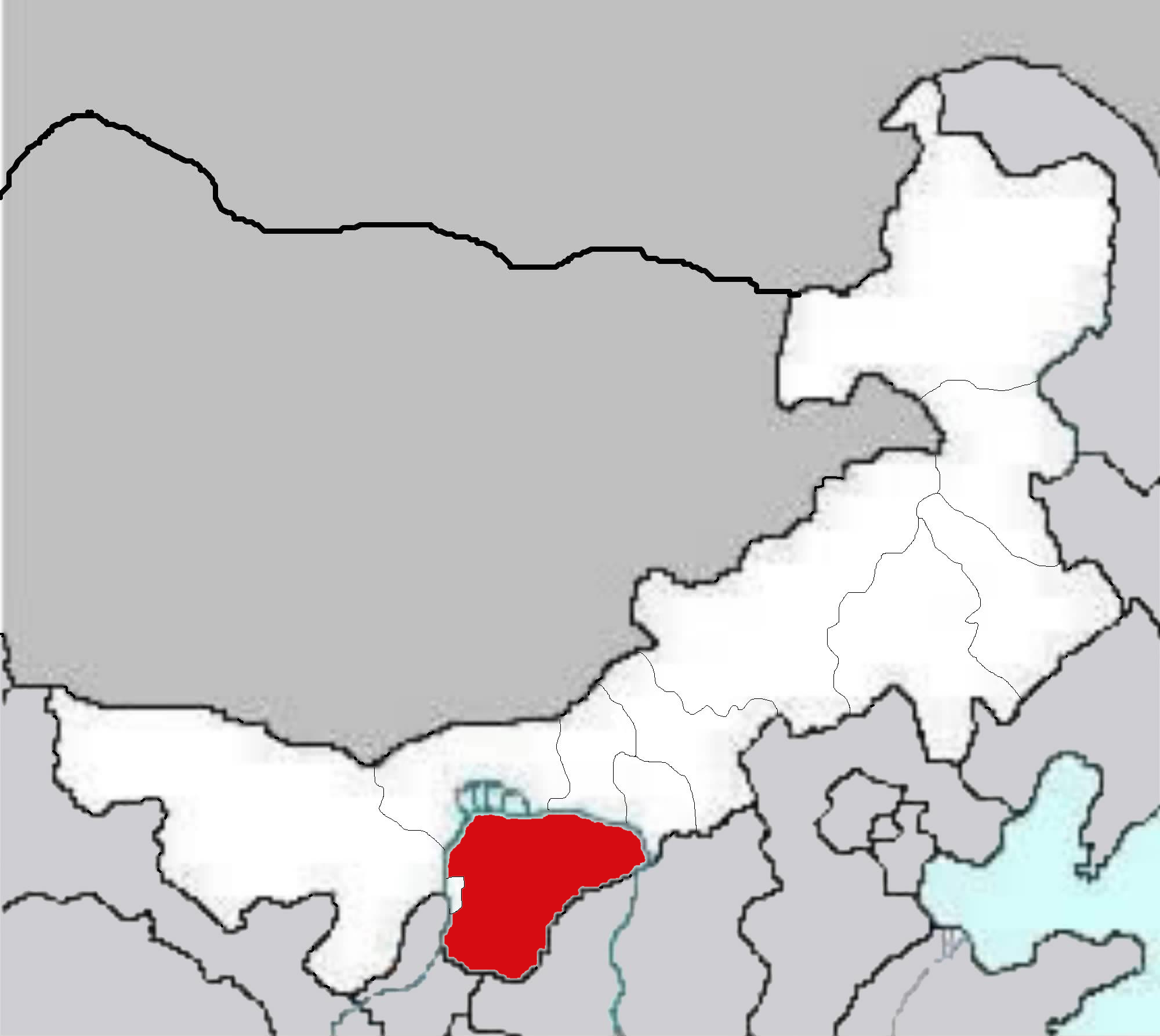
Ordos läge i Inre Mongoliet.

Ordosplatån, även kallat Hetao på kinesiska, är ett öken- och stäppområde i norra Kina söder om Gula floden, vilket bildar en övergång mellan Gobiöknen och norra Kinas fruktbara land.
Dess norra del är en sandöken, Kubuqi, fylld av ända till 50 m. höga dyner, dock med oaser här och där. I denna ökens södra del ligger saltsjön Charamangnai. Ordos' berggrund består av stenkolsformationens bildningar; landet ligger lägre än omgivande trakter och är i allmänhet avloppslöst. Dess medelhöjd är omkring 1 000 m, dess areal omkring 100 000–120 000 km². Det räknas till Inre Mongoliet, som numera är en del av Kina, och begränsas mot det egentliga Kina av den kinesiska muren. Ordosplatån tvingar Gula floden till dess stora båge åt norr.
Ordos är en strategiskt belägen region som olika nomadiska folk använt för att grunda kungadömen och inleda invasioner av det egentliga Kina. Xiongnu-folket använde Ordos som basområde och tanguterna grundade Xixia-riket här 1038. Ordos är också känt som ett område där olika mongoliska hövdingar upprättade riken, bland annat Altan Khan.
Qingdynastin införlivade Ordos med Inre Mongoliet och under 1900-talet ökade den hankinesiska invandringen markant. 1989 beräknades befolkningen vara 1,2 miljoner varav 88 procent var hankineser och endast 12 procent mongoler.
Största staden i distriktet är Ordos som är en av Kinas rikaste städer på grund av tillgången på kol.